# وللند، ووسترشر
وللند (به انگلیسی: Welland) یک روستا و محله مدنی در بریتانیا است که در Malvern Hills واقع شده‌است.